# Jon Ludvig Hammer
Jon Ludvig Hammer (Bergen, 2 giugno 1990) è uno scacchista norvegese.
Ottenne la norma definitiva di Grande maestro in marzo del 2009, dopo aver vinto un torneo a Gjøvik.
Tre volte vincitore del campionato norvegese (2013, 2017 e 2018).
Ha giocato con la nazionale norvegese alle olimpiadi di Dresda 2008, realizzando +4 –2 =4 in prima riserva.
Ha vinto due edizioni consecutive della Rilton Cup di Stoccolma (2013/14 e 2014/15).
Nel 2018 ha vinto a Helsingor la terza edizione dello Xtracon Open.
È allenato dal grande maestro norvegese Simen Agdestein.
Ha raggiunto il suo più alto rating FIDE in febbraio 2016, con 2705 punti Elo.